# Digby (municipalité de district)
Pour les articles homonymes, voir Digby.
Digby est une municipalité de district comprenant l'est du comté de Digby en Nouvelle-Écosse.

## Démographie
| 2001  | 2006  | 2011  | 2016  |
| ----- | ----- | ----- | ----- |
| 7 986 | 8 281 | 7 463 | 7 107 |